# Афрички куп нација 2012.
Афрички куп нација 2012. је 28. афричко фудбалско првенство које се одржавало у Габону и Екваторијалној Гвинеји од 21. јануара до 12. фебруара 2012. Први део првенства се играо по групама, а затим се играла елиминациона фаза. Победник је постао шампион Африке. Укупно се играло 32 утакмице.
Шампион Африке 2012. постала је фудбалска репрезентација Замбије победивши у финалу Обалу Слоноваче 8:7 након пенала. У регуларном делу утакмице је било 0:0. Треће место је освојила репрезентација Малија.
Ово је друго првенство у историји Афричког купа нација које су организовале две државе, после Афричког купа нација 2000. у Гани и Нигерији.

## Избор домаћина
Пет земаља је стављено на ужи избор за домаћина турнира, укључујући једну заједничку кандидатуру.
- Ангола
- Габон /  Екваторијална Гвинеја
- Либија
- Нигерија

## Стадиони
Афрички куп нација 2012. ће се играти на четири стадиона у четири градова две земље домаћина (по два стадиона у свакој).
| Либрвил           | Франсевил         | Бата              | Малабо                |
| ----------------- | ----------------- | ----------------- | --------------------- |
| Стадион д‘Агонђе  | Стадион Франсевил | Стадион у Бати    | Нови стадион у Малабу |
|                   |                   |                   |                       |
| Капацитет: 45.000 | Капацитет: 40.000 | Капацитет: 40.000 | Капацитет: 15.250     |

## Квалификације
Жреб за квалификације је био одржан 20. фебруара 2010. у Лубумбашију, у Демократској Републици Конго.
У квалификацијама су учествовали 45 националних тимова из земаља чланица КАФ, а такмичили су се за 14 места која воде на завршницу такмичења. Преостала два места су додељена репрезентацијама Габона и Екваторијалне Гвинеје, које су се директно квалификовале за финални турнир као домаћини првенства.
У квалификацијама су репрезентације биле подељене у 11 група: 10 група са по 4 репрезентација и једна група са по 5 репрезентација. Победници сваке групе су се директно пласирале, као и другопласирана екипа из групе К, плус две најбоље другопласиране екипе из осталих десет група.

### Квалификоване репрезентације
| Држава                | Квалификован             | Датум квалификовања | Учешћа | Најбољи пласман                   |
| --------------------- | ------------------------ | ------------------- | ------ | --------------------------------- |
| Габон                 | Домаћин                  | 29. јул 2007.       | 4      | Четвртфинале (1996)               |
| Екваторијална Гвинеја | Домаћин                  | 29. јул 2007.       | 0      | Дебитант                          |
| Мали                  | Победник групе А         | 8. октобар 2011.    | 6      | 2. место (1972)                   |
| Гвинеја               | Победник групе Б         | 8. октобар 2011.    | 9      | 2. место (1976)                   |
| Замбија               | Победник групе Ц         | 8. октобар 2011.    | 14     | 2. место (1974,1994)              |
| Мароко                | Победник групе Д         | 9. октобар 2011.    | 13     | Победник (1976)                   |
| Сенегал               | Победник групе Е         | 3. септембар 2011.  | 11     | 2. место (2002)                   |
| Буркина Фасо          | Победник групе Ф         | 3. септембар 2011.  | 7      | 4. место (1998)                   |
| Нигер                 | Победник групе Г         | 8. октобар 2011.    | 0      | Дебитант                          |
| Обала Слоноваче       | Победник групе Х         | 5. јун 2011.        | 18     | Победник (1992)                   |
| Гана                  | Победник групе И         | 8. октобар 2011.    | 17     | Победник (1963, 1965, 1978, 1982) |
| Ангола                | Победник групе Ј         | 8. октобар 2011.    | 5      | Четвртфинале (2008, 2010)         |
| Боцвана               | Победник групе К         | 26. март 2011.      | 0      | Дебитант                          |
| Тунис                 | Другопласирани у групи К | 8. октобар 2011.    | 14     | Победник (2004)                   |
| Либија                | Другопласирани           | 8. октобар 2011.    | 2      | 2. место (1982)                   |
| Судан                 | Другопласирани           | 9. октобар 2011.    | 7      | Победник (1970)                   |

## Састави шешира
| Шешир 1                                                | Шешир 2                            | Шешир 3                                | Шешир 4                          |
| ------------------------------------------------------ | ---------------------------------- | -------------------------------------- | -------------------------------- |
| Екваторијална Гвинеја · Габон · Гана · Обала Слоноваче | Ангола · Тунис · Замбија · Гвинеја | Мали · Сенегал · Мароко · Буркина Фасо | Судан · Либија · Боцвана · Нигер |

## Групна фаза
Групе А и Б играће се у Екваторијалној Гвинеји, а групе Ц и Д у Габону.
| Пласирали се у четвртфинале |
| Елиминисани из такмичења    |

### Група А
| Екваторијална Гвинеја | 1:0 | Либија |
| --------------------- | --- | ------ |
| Балбоа 87’            |     |        |

| Сенегал    | 1:2 | Замбија                 |
| ---------- | --- | ----------------------- |
| Н'Доје 74’ |     | Мајука 12’ · Калаба 20’ |

| Либија      | 2:2 | Замбија                  |
| ----------- | --- | ------------------------ |
| Саад 5’ 47’ |     | Мајука 29’ · Катонго 54’ |

Почетак је требало да буде у 17:00 али је одложен због кише
| Екваторијална Гвинеја      | 2:1 | Сенегал |
| -------------------------- | --- | ------- |
| Ијанга 62’ · Алварез 90+4’ |     | Соу 89’ |

Почетак је требало да буде у 20:00 али је одложен због кише
| Екваторијална Гвинеја | 0:1 | Замбија     |
| --------------------- | --- | ----------- |
|                       |     | Катонго 68’ |

| Либија        | 2:1 | Сенегал     |
| ------------- | --- | ----------- |
| Бусефи 5’ 84’ |     | Н‘Диаје 11’ |

| Тим                   | Ута. | Д | Н | П | ДГ | ПГ | ГР | Б |
| --------------------- | ---- | - | - | - | -- | -- | -- | - |
| Замбија               | 3    | 2 | 1 | 0 | 5  | 3  | +2 | 7 |
| Екваторијална Гвинеја | 3    | 2 | 0 | 1 | 3  | 2  | +1 | 6 |
| Либија                | 3    | 1 | 1 | 1 | 4  | 4  | 0  | 4 |
| Сенегал               | 3    | 0 | 0 | 3 | 3  | 6  | −3 | 0 |

### Група Б
| Обала Слоноваче | 1:0 | Судан |
| --------------- | --- | ----- |
| Дрогба 39’      |     |       |

| Буркина Фасо | 1:2 | Ангола                  |
| ------------ | --- | ----------------------- |
| Траоре 57’   |     | Матеус 48’ · Манучо 68’ |

| Судан         | 2:2 | Ангола              |
| ------------- | --- | ------------------- |
| Башир 33’ 74’ |     | Манучо 5’ 50’ (пен) |

| Обала Слоноваче          | 2:0 | Буркина Фасо |
| ------------------------ | --- | ------------ |
| Калу 16’ · Коне 82’ (аг) |     |              |

| Судан         | 2:1 | Буркина Фасо   |
| ------------- | --- | -------------- |
| Тахир 33’ 80’ |     | Уздраого 90+6’ |

| Обала Слоноваче     | 2:0 | Ангола |
| ------------------- | --- | ------ |
| Ебуе 33’ · Бони 65’ |     |        |

| Тим             | Ута. | Д | Н | П | ДГ | ПГ | ГР | Б |
| --------------- | ---- | - | - | - | -- | -- | -- | - |
| Обала Слоноваче | 3    | 3 | 0 | 0 | 5  | 0  | +5 | 9 |
| Судан           | 3    | 1 | 1 | 1 | 4  | 4  | 0  | 4 |
| Ангола          | 3    | 1 | 1 | 1 | 4  | 5  | -1 | 4 |
| Буркина Фасо    | 3    | 0 | 0 | 3 | 2  | 6  | −4 | 0 |

### Група Ц
| Габон                       | 2:0 | Нигер |
| --------------------------- | --- | ----- |
| Аубамејанг 30’ · Н'Гуем 45’ |     |       |

| Мароко    | 1:2 | Тунис                  |
| --------- | --- | ---------------------- |
| Харја 86’ |     | Корби 34’ · Мсакни 75’ |

| Нигер       | 1:2 | Тунис                 |
| ----------- | --- | --------------------- |
| N'Gounou 8’ |     | Мсакни 3’ · Џемаа 89’ |

| Габон                                       | 3:2 | Мароко          |
| ------------------------------------------- | --- | --------------- |
| Аубамејанг 77’ · Кузин 80’ · Мбангоје 90+7’ |     | Харја 25’ 90+1’ |

| Габон          | 1:0 | Тунис |
| -------------- | --- | ----- |
| Аубамејанг 62’ |     |       |

| Нигер | 0:1 | Мароко       |
| ----- | --- | ------------ |
|       |     | Белханда 79’ |

| Тим    | Ута. | Д | Н | П | ДГ | ПГ | ГР | Б |
| ------ | ---- | - | - | - | -- | -- | -- | - |
| Габон  | 3    | 3 | 0 | 0 | 6  | 2  | +4 | 9 |
| Тунис  | 3    | 2 | 0 | 1 | 4  | 3  | +1 | 6 |
| Мароко | 3    | 1 | 0 | 2 | 4  | 5  | −1 | 3 |
| Нигер  | 3    | 0 | 0 | 3 | 1  | 5  | −4 | 0 |

### Група Д
| Гана       | 1:0 | Боцвана |
| ---------- | --- | ------- |
| Менсах 25’ |     |         |

| Мали       | 1:0 | Гвинеја |
| ---------- | --- | ------- |
| Траоре 30’ |     |         |

| Боцвана             | 1:6 | Гвинеја                                                         |
| ------------------- | --- | --------------------------------------------------------------- |
| Селолване 23’ (пен) |     | Диало 15’ 27’ · Камара 42’ · Траоре 45+3’ · Бах 84’ · Сумах 86’ |

| Гана              | 2:0 | Мали  |
| ----------------- | --- | ----- |
| Жан 63’ · Ајо 76’ |     | 7.000 |

| Боцвана   | 1:2 | Мали                    |
| --------- | --- | ----------------------- |
| Нгеле 50’ |     | Дембеле 56’ · Кеита 75’ |

| Гана      | 1:1 | Гвинеја      |
| --------- | --- | ------------ |
| Нгеле 28’ |     | Камара 45+2’ |

| Тим     | Ута. | Д | Н | П | ДГ | ПГ | ГР | Б |
| ------- | ---- | - | - | - | -- | -- | -- | - |
| Гана    | 3    | 2 | 1 | 0 | 4  | 1  | +3 | 7 |
| Мали    | 3    | 2 | 0 | 1 | 3  | 3  | 0  | 6 |
| Гвинеја | 3    | 1 | 1 | 1 | 7  | 3  | +4 | 4 |
| Боцвана | 3    | 0 | 0 | 3 | 2  | 9  | −7 | 0 |

## Елиминациона рунда

### Четвртфинале
| Замбија                               | 3:0 | Судан |
| ------------------------------------- | --- | ----- |
| Сунзу 15’ · Катонго 66’ · Чаманга 86’ |     |       |

| Обала Слоноваче           | 3:0 | Екваторијална Гвинеја |
| ------------------------- | --- | --------------------- |
| Дрогба 36’ 69’ · Туре 81’ |     |                       |

| Габон                                           | 1:1 | Мали                                        |
| ----------------------------------------------- | --- | ------------------------------------------- |
| Мулунгуи 55’                                    |     | Диабате 84’                                 |
| Пенали                                          |     |                                             |
| Поко · Мбангоје · Мулунгуи · Аубамејанг · Манга | 4:5 | Диабате · Јатабаре · Канте · Траоре · Кеита |

| Гана                  | 2:1 (пр.) | Тунис      |
| --------------------- | --------- | ---------- |
| Менсах 10’ · Ајо 101’ |           | Менсах 42’ |

### Полуфинале
| Замбија    | 1:0 | Гана |
| ---------- | --- | ---- |
| Мајука 78’ |     |      |

| Мали | 0:1 | Обала Слоноваче |
| ---- | --- | --------------- |
|      |     | Жервињо 45’     |

### Треће место
| Гана | 0:2 | Мали            |
| ---- | --- | --------------- |
|      |     | Диабате 23’ 80’ |

### Финале
| Замбија                                                                              | 0:0 | Обала Слоноваче                                                               |
| ------------------------------------------------------------------------------------ | --- | ----------------------------------------------------------------------------- |
|                                                                                      |     |                                                                               |
| Пенали                                                                               |     |                                                                               |
| К. Катонго · Мајунка · Чанса · Ф. Катонго · Мвене · Синкала · Лунгу · Калаба · Сунзу | 8:7 | Тиоте · Бони · Бамба · Градел · Дрогба · Тиене · Ја Конан · К. Туре · Жервињо |

## Победник Афричког купа нација
| Победник Афричког купа нација 2012. |
| Замбија Прва титула                 |

## Коначни пласман учесника
| 1. место 2. место 3. место | 4. место Од 5. до 8. места Од 9. до 16. места |

| Поз                        | Тим                   | ИГ | П | Н | И | ГД | ГП | ГР | Бод. |
| -------------------------- | --------------------- | -- | - | - | - | -- | -- | -- | ---- |
| 1                          | Замбија               | 6  | 4 | 2 | 0 | 9  | 3  | +6 |      |
| 2                          | Обала Слоноваче       | 6  | 5 | 1 | 0 | 9  | 0  | +9 |      |
| 3                          | Мали                  | 6  | 3 | 1 | 2 | 6  | 5  | +1 | 10   |
| 4                          | Гана                  | 6  | 3 | 1 | 2 | 6  | 5  | +1 | 10   |
| Елиминисани у четвртфиналу |                       |    |   |   |   |    |    |    |      |
| 5                          | Габон                 | 4  | 3 | 1 | 0 | 7  | 3  | +4 | 10   |
| 6                          | Тунис                 | 4  | 2 | 0 | 2 | 5  | 5  | 0  | 6    |
| 7                          | Екваторијална Гвинеја | 4  | 2 | 0 | 2 | 3  | 5  | −2 | 6    |
| 8                          | Судан                 | 4  | 1 | 1 | 2 | 4  | 7  | −3 | 4    |
| Елиминисани у групној фази |                       |    |   |   |   |    |    |    |      |
| 9                          | Гвинеја               | 3  | 1 | 1 | 1 | 7  | 3  | +4 | 4    |
| 10                         | Либија                | 3  | 1 | 1 | 1 | 4  | 4  | 0  | 4    |
| 11                         | Ангола                | 3  | 1 | 1 | 1 | 4  | 5  | −1 | 4    |
| 12                         | Мароко                | 3  | 1 | 0 | 2 | 4  | 5  | −1 | 3    |
| 13                         | Сенегал               | 3  | 0 | 0 | 3 | 3  | 6  | −3 | 0    |
| 14                         | Буркина Фасо          | 3  | 0 | 0 | 3 | 2  | 6  | −4 | 0    |
| 15                         | Нигер                 | 3  | 0 | 0 | 3 | 1  | 5  | −4 | 0    |
| 16                         | Боцвана               | 3  | 0 | 0 | 3 | 2  | 9  | −7 | 0    |